# Gaëlle Bantegnie
Gaëlle Bantegnie, née le 12 septembre 1971 à Douarnenez, dans le Finistère, est une chanteuse de punk rock et une écrivaine française.

## Carrière
Gaëlle Bantegnie entre en littérature en participant à des projets de coécriture : 14 Femmes, pour un féminisme pragmatique, en 2007, écrit en collaboration avec Joy Sorman, Yamina Benahmed Daho et Stéphanie Vincent, puis  Femmes et Sport, en 2009, sous la direction de Maylis de Kérangal. En 2010 elle publie un premier roman, France 80, suivi d'un deuxième en 2012, Voyage à Bayonne.
Gaëlle Bantegnie coréalise des films documentaires et de fiction au sein du Collectif Othon, en compagnie notamment de François Bégaudeau et de Xavier Esnault.
De 1999 à 2006, elle chante au sein du groupe punk-rock nantais Les Femmes. De 1998 à 2010, elle fait partie du duo électro-rock La Maman et La Putain. 
Gaëlle Bantegnie enseignait la philosophie à Poitiers. De nos jours, elle enseigne au lycée Honoré d'Estienne d'Orves à Carquefou.

## Œuvres

### Littérature
- 14 Femmes, pour un féminisme pragmatique, en coll. avec Joy Sorman, Yamina Benahmed Daho et Stéphanie Vincent, 2007, Gallimard,  (ISBN 978-2-07-078688-6)
- Femmes et Sport, 2009, Éditions Hélium,  (ISBN 978-2-35-851019-6)
- France 80, 2010, Gallimard, collection « L'Arbalète »  (ISBN 978-2-07-012985-0)
- Voyage à Bayonne, 2012, Gallimard, collection « L'Arbalète »  (ISBN 978-2-07-013839-5)

### Musique
- No I.D., Les Femmes, Dialektik Records, 1999
- La Maman et la Putain, album, 2010, Production Lafolie Records
- Division Act In The Human Nation, The Attendants, Les disques Vaillants, 2011[3]